# Línea L121 (Interurbanos Madrid)
La línea L121 de la red de autobuses interurbanos de Madrid unía Alcorcón con Getafe a través de Leganés.

## Características
Esta línea nocturna pertenecía a la red de buhometros adscritos a MetroSur, y funcionaba las noches de viernes, sábados y vísperas de festivos siguiendo parte del recorrido de la línea 12 de Metro de Madrid. El servicio se suprimió el 30 de junio de 2013, no siendo posible comunicar los importantes núcleos urbanos de la periferia de Madrid en horario nocturno.
Estaba gestionada por el Consorcio Regional de Transportes de Madrid y comisionada por la empresa Avanza Interurbanos.

### Horarios de salida
| Noches de viernes, sábados y vísperas de festivo |
| A 1:20 - 2:10 - 3:00 - 3:50 - 4:30 - 5:20        |

| Noches de viernes, sábados y vísperas de festivo |
| A 1:20 - 2:10 - 3:00 - 3:50 - 4:30 - 5:20        |